# Anthenoides granulosus
Anthenoides granulosus är en sjöstjärneart som beskrevs av Fisher 1913. Anthenoides granulosus ingår i släktet Anthenoides och familjen ledsjöstjärnor.
Artens utbredningsområde är havet kring Nya Zeeland. Inga underarter finns listade i Catalogue of Life.